# Pilar Bardem
María del Pilar Bardem Muñoz (Sevilha, 14 de março de 1939 — Madrid, 17 de julho de 2021) foi uma atriz espanhola. Em 1996, ganhou o Prêmio Goya de melhor atriz coadjuvante pelo seu papel no filme Nadie hablará de nosotras cuando hayamos muerto. É irmã de Juan Antonio Bardem, e mãe de Carlos, Mónica e de Javier Bardem.
Morreu em 17 de julho de 2021, depois de alguns internada na Clínica Ruber, em Madrid, para tratamento de doença pulmonar.

## Filmografia selecionada[6]
- Good Morning, Little Countess (1967)
- The Rebellious Novice (1971)
- Variety (1971)
- The Doubt (1972)
- La descarriada (1973) as Lucila
- Amor e Dedinhos de Pé (1992)
- Entre rojas (1995)